# Elassodiscus tremebundus
L'elassodiscus tremebundus è una specie di pesce appartenente alla famiglia dei liparidi.

## Descrizione

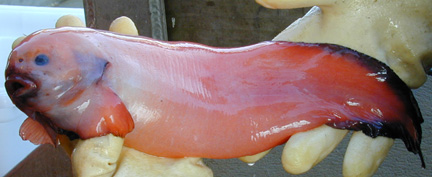
Esemplare catturato a est del Mare di Bering

- Può raggiungere i 34,3 cm.
- Numero di vertebre: 65-74[2]

## Distribuzione
La specie è distribuita nel nord dell'Oceano Pacifico nelle acque del  Mare di Bering, Mare di Okhotsk, al largo delle Isole Aleutine, costa orientale della Kamchatka, Isole Curili e di Hokkaido.

## Habitat
Vive sul fondale marino o in acque poco profonde tra i 130 e 1.800 m di profondità.

## Predatori
Sulle isole Kuril è predato dalla Anoplopoma Fimbria mentre in Russia da Bathyraja Aleutica, Bathyraja matsubarai e Bathyraja Parmifera.

## Osservazioni
È innocuo per gli umani.